# Hôtel de Clermont-Tonnerre
Hôtel de Clermont-Tonnerre je městský palác v Paříži. Nachází se v historické čtvrti Marais na náměstí Place des Vosges. Palác je v soukromém vlastnictví.

## Umístění
Hôtel de Clermont-Tonnerre má číslo 18 na náměstí Place des Vosges. Nachází se na východní straně náměstí ve 4. obvodu.

## Historie
Palác nechal postavit v letech 1605–1612 prezident finanční komory Nicolas Chevalier de Videville. V roce 1626 byla majitelkou Marguerite de Béthune, která nechala dům rozšířit. V roce 1659 jej koupil generální pokladník francouzského duchovenstva Adrien de Hanyvel.
Palác je od roku 1954 chráněn jako historická památka.